# Lista över priser och nomineringar mottagna av Brandy Norwood
En av de bäst säljande kvinnliga R&B-artisterna och en framgångsrik skådespelerska, Brandy, har mottagit en mängd priser och nomineringar sedan hennes karriär började på 90-talet. Detta är en utförlig lista över priser och nomineringar mottagna av Brandy Norwood. 

## 1994

### Young Artist Award
- Outstanding Youth Ensemble in a Television Series, "Thea", Nominerad

## 1995

### Billboard Music Award
- Best New R&B Artist, Vann
- Best R&B Female, Vann
- Best New Clip, Rap, "I Wanna Be Down", Vann
- Best New Clip, R&B/Urban, "I Wanna Be Down", Vann

### Kids' Choice Awards
- Favorite Singer, Vann

### MTV Video Music Awards
- Best Cinematography, "Brokenhearted", Nominerad
- Best Choreography, "Baby, Nominerad
- Best Rap Video,"I Wanna Be Down", Nominerad

### Soul Train Music Awards
- R&B-Hip-Hop New Artist of the Year, Vann
- R&B/Soul Artist, Female, "I Wanna Be Down", Vann

## 1996

### American Music Award
- Favorite New Artist Soul/R&B, Vann
- Favorite Soul/R&B Female Artist, Nominerad

### Blockbuster Entertainment Award
- Favorite Female Artist, R&B, Vann
- Favorite Female-New Artist, Vann

### BMIPop Award
- for "Sittin' Up in My Room", Vann

### Grammy Award
- Best New Artist, Nominerad
- Best Female R&B Performance, "Baby", Nominerad
- Best Rap Performance By A Duo Or A Group, "I Wanna Be Down", Nominerad

### Kids' Choice Awards
- Favorite Song, "Baby", Vann
- Favorite Singer, Vann

### MTV Video Music Awards
- Best Video from a Film, "Sittin' Up in My Room" (från Hålla andan), Nominerad

### NAACP Image Award
- Outstanding New Artist, Vann
- Outstanding Youth Actress in a Television Series for Moesha, Vann

### Soul Train Lady of Soul Music Awards
- Best R&B/Soul New Artist, Vann
- Best R&B/Soul Album of The Year, Solo, Brandy, Vann
- Best R&B/Single, Solo, "I Wanna Be Down", Vann
- Best R&B/Soul Song of The Year, "I Wanna Be Down", Vann

## 1997

### American Music Award
- Favorite New Artist Soul/R&B, Nominerad

### Grammy Award
- Best Pop Collaboration with Vocals, "Missing You", Nominerad
- Best Female R&B Performance, "Sittin' Up in My Room", Nominerad
- Best R&B Song, "Sittin' up in My Room", Nominerad

### MTV Movie Award
- Best Song from a Film, "Sittin' Up in My Room", Vann

### NAACP Image Award
- Outstanding Youth Actor/Actress, Moesha, Vann

### Soul Train Lady of Soul Music Awards
- The Aretha Franklin Award for Entertainer of the Year, Vann

### Young Artist Award
- Best Performance in a TV Comedy - Leading Young Actress, "Moesha", Nominerad

## 1998

### Billboard Music Award
- Dance Maxi Sales Single of the Year, "The Boy Is Mine", Vann
- R&B Sales Single of the Year, "The Boy Is Mine", Vann
- Hot 100 Sales Single of Year, "The Boy is Mine", Vann

### Kid's Choice Awards
- Favorite Television Actress, "Moesha", Nominerad

### MTV Video Music Award
- Best R&B Video for "The Boy Is Mine", Nominerad
- Video of the Year, "The Boy Is Mine", Nominerad

### MTV Europe Music Awards
- Favorite International Singer, Brandy Vann

### NAACP Image Award
- Outstanding Lead Actress in a Television Movie or Mini-Series, Nominerad
- Outstanding Lead Actress in a Comedy Series for Moesha, Nominerad
- Outstanding Music Video for "The Boy Is Mine", Vann
- Outstanding Duo or Group for "The Boy Is Mine", Vann
- Outstanding Album for "Never S-A-Y Never", Vann

### Young Artist Award
- Best Performance in a TV Comedy or Drama Series - Leading Young Performer, "Moesha", Vann

## 1999

### American Music Awards
- Favorite Female Artist Pop/Rock,  Nominerad
- Favorite Female Artist Soul/R&B, Nominerad

### BMIPop Awards
- for "The Boy Is Mine", Vann

### Blockbuster Entertainment Awards
- Favorite Actress - Horror, Jag vet fortfarande vad du gjorde förra sommaren, Vann
- Favorite Female Album - R&B, "Never Say Never" Vann
- Favorite Female Artist - R&B, Vann

### California Music Awards
- Outstanding R&B Album  for "Never S-A-Y Never" Vann

### ECHO Awards
- Best-selling international Newcomer with "Never S-A-Y Never", Nominerad

### Grammy Awards
- Best R&B Performance By a Duo or Group with Vocal, "The Boy Is Mine", Vann
- Best R&B Album, "Never Say Never", Nominerad
- Record Of The Year, "The Boy Is Mine", Nominerad
- Best R&B Song, "The Boy is Mine ", Nominerad

### NAACP Awards
- Outstanding Lead Actress in a Comedy Series, "Moesha", Vann

### MTV Video Music Awards
- Best R&B Video, "Have You Ever?" Nominerad

### MTV Movie Awards
- Best Breakthrough Performance - Female, Jag vet fortfarande vad du gjorde förra sommaren Nominerad

### Teen Choice Awards
- Choice Female Artist, Vann

### TMF Awards
- Best International R&B Act, Vann

### Soul Train Music Awards
- Best R&B/Soul Single-Solo, "Top of the World", Vann
- Best R&B/Soul or Rap Music Video, "The Boy Is Mine", Vann
- Best R&B/Soul Single-Group, Band or Duo, "The Boy Is Mine", Vann
- Best Soul or Rap Album of the Year, "Never Say Never", Vann
- Best R&B/Soul Album-Female, "Never Say Never", Vann

### The Source Awards
- R&B Artist of the Year, Nominerad

### Young Artist Awards
- Best Performance in a TV Comedy or Drama Series - Leading Young Performer, "Moesha", Nominerad

## 2000

### American Music Awards
- Favorite Female Artist Soul/R&B, Nominerad

### BMIPop Awards
- for "Almost Doesn't Count", Vann
- for "The Boy Is Mine", Vann

### Congress of Racial Equality Awards
- Dr. Martin Luther King Jr. Award, Vann

### Grammy Awards
- Best Female R&B Vocal Performance, "Almost Doesn't Count", Nominerad

### Kid's Choice Awards
- Favorite Television Actress, "Moesha", Nominerad
- Favorite Female Singer, Nominerad

### NAACP Image Awards
- Outstanding Lead Actress in a Comedy Series, "Moesha", Nominerad

## 2001

### Kid's Choice Awards
- Favorite Television Actress, "Moesha", Nominerad

### NAACP Awards
- Outstanding Lead Actress in a Comedy Series, "Moesha", Vann

### Stellar Award
- Most Notable Achievement, The Norwood Kids Foundation, Vann

## 2002

### BMIUrban Awards
- for "What about Us?, Vann

### MTV Video Music Awards
- Viewer's Choice Award, "What About Us?", Nominerad

### Soul Train Music Awards
- Best R&B Single/Solo, "Full Moon", Nominerad
- Best R&B Album/Solo, Full Moon, Nominerad

## 2003

### Grammy Award
- Best Contemporary R&B Album, Full Moon, Nominerad
- Best Remixed Recording, Non-Classical, "What About Us?", Nominerad

### Soul Train Music Awards
- Best R&B/Soul or Rap Song, "Full Moon", Nominerad

## 2004

### BET Awards
- Best Female R&B Artist, Nominerad

### MOBO Awards
- Best Collaboration, "Talk About Our Love", Nominerad
- Best R&B Act, Nominerad

### MTV Video Music Award
- Best R&B Video for "Talk About Our Love", Nominerad

### Vibe Music Awards
- Best R&B Artist, Nominerad

### People's Choice Awards
- - Favorite Look, Nominerad

## 2005

### Grammy Award
- Best Contemporary R&B Album, Afrodisiac, Nominerad

### Soul Train Music Awards
- Best Soul/R&B Album-Female, Afrodisiac, Nominerad